# Stilpnus parvulus
Stilpnus parvulus är en stekelart som beskrevs av Forster 1876. Stilpnus parvulus ingår i släktet Stilpnus och familjen brokparasitsteklar. Arten är reproducerande i Sverige. Inga underarter finns listade i Catalogue of Life.